# Tokugawa Nariaki

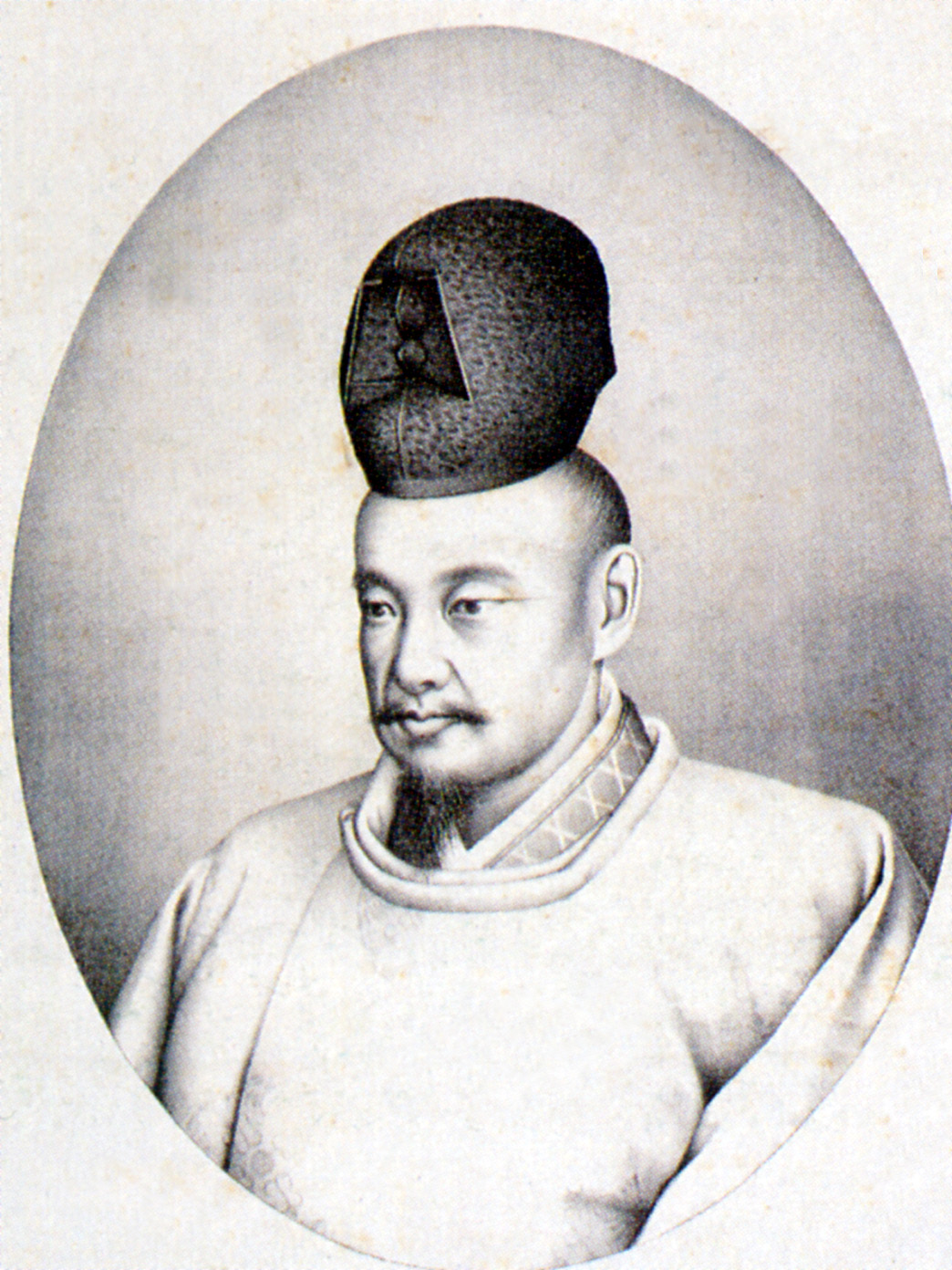
Tokugawa Nariaki

Tokugawa Nariaki (徳川 綱條, , 4 de abril de 1800 - 29 de setembro de 1860) foi um Daimyō do Período Edo da História do Japão, que governou o Domínio de Mito (na Província de Hitachi) de 1829 a 1844  e contribuiu para a ascensão do nacionalismo e da Restauração Meiji.

## Vida
Nariaki foi o terceiro filho de Tokugawa Harutoshi, o Sétimo Daimyō de Mito. A liderança do Clã passou primeiro ao filho mais velho de Harutoshi, Narinobu , antes de  vir para Nariaki em 1829 . Nariaki foi líder do partido Sonnō jōi (expulsar os bárbaros), e foi um conselheiro do Bakufu para assuntos de defesa nacional .
Nariaki foi encarregado pelo Bakufu pelos esforços para defender o país contra a invasão de estrangeiros. Sua visão era que o bakufu deveria reforçar o seu exército e lutar contra os estrangeiros, e estava em desacordo com Ii Naosuke sobre o assunto. Ele defendia posições pró-imperador ou seja que favoreceriam a restauração imperial. Nariaki também expandiu a escola Mitogaku criada por Tokugawa Mitsukuni. Ele escreveu um documento intitulado "O Japão deve Rejeitar os Ocidentais", em 1853 . Neste documento, expõem dez motivos para que o Japão deva permanecer isolado do resto do mundo. Afirmava que o povo japonês tinha uma escolha entre a guerra e a paz, mas é evidente que ele, o povo japonês deve escolher guerra para que os ocidentais não se intrometessem nos assuntos do Japão.
Nariaki e Naosuke lutaram sobre quem iria suceder o Shogun Iesada, com Nariaki defendendo o nome de seu próprio filho Yoshinobu. Já Naosuke, que finalmente prevaleceu, apoiava Iemochi, o Daimyō do Domínio de Wakayama. 
Em 1841, Nariaki construiu o  Kairaku-en, um jardim cuja fama dura até hoje.
Nariaki aposentou-se em 1844 em favor de seu filho Yoshiatsu, e morreu de ataque cardíaco em 1860, aos 61 anos.
Três das principais figuras da década de 1860 eram de fato irmãos naturais, sendo todos filhos de Nariaki:. o shogun Tokugawa Yoshinobu, Tokugawa Yoshiatsu de Mito e Ikeda Yoshinori do Domínio de Tottori (Inaba) 
| Precedido por Tokugawa Narinobu | - 9º Líder do Ramo Mito 1829-1844 | Sucedido por Tokugawa Yoshiatsu |
| Precedido por Tokugawa Narinobu | 9º Daimyō de Mito 1829-1844       | Sucedido por Tokugawa Yoshiatsu |